# 类群循环
类群循环（英語：taxon cycle）是一个生物地理学理论，认为物种随着时间的推移，通过分布范围扩张和收缩以及伴随的生态和形态上的适应性变化而进化。生物学家艾德華·威爾森在调查了美拉尼西亚群岛蚂蚁物种的分布、棲息地、行为和形态后，于1961年明确提出了类群循环概念。

## 类群循环的阶段
威爾森将物种进化分为几个阶段，今天通常在Ricklefs和Cox（1972）以大纲形式描述。然而，随着分子技术的出现，学者构建了物种间的时间校准（time-calibrated）系统发生学关系，类群循环的概念得到进一步发展，以包括明确的时间尺度，并与生态演替和物种形成循环理论相结合。类群循环主要用在描述岛屿环境（群岛），其中物种的分布和运动很容易识别，但也可能用在大陆生物群中。
- 第一阶段：小岛、沿海或受干扰（边缘）栖息地的初始定殖阶段，物种年轻、迅速扩张、未分化、广泛且持续分布。通常认为这些物种包括易扩散物种、短命物种和“超级流浪种（英语：supertramp）”。
- 第二阶段：普遍分布在许多岛屿上的物种，但其地理扩张放缓，种群分化产生了亞種或早期物种，小岛上的局部灭绝可能造成分布差异。这一阶段包括维持了较强扩散能力的物种，如“大物种形成者”（great speciator）。[7]早期的“复合种”可能包括第二阶段的物种。
- 第三阶段：迁移到内陆（和山坡）栖息地的较老、明显分化的物种，分散能力下降和灭绝使其分布分散到更少和更大的岛屿。这些物种可能是生态位特化的，但新的适应过程或意外扩散可能会重启类群循环。
- 第四阶段：“最后”阶段的古老、孑遗、特化的物种局限在少数大岛上的岛屿内部（山区）。这个阶段包括高海拔特化种，其扩散能力有限，分布范围较小。这些物种在进化上具有独特性，因为相关的物种（和亚种）已经灭绝。

最初使威尔逊提出该假说的美拉尼西亚蚂蚁的生态学和进化，已被证实与使用现代方法的类群循环的预测一致。Ricklefs和Bermingham（2002）估计，在小安的列斯群岛群岛的不同鸟类群中，类群循环周期约为10-1000万年。Pepke等人（2019）使用晚期和早期物种平均年龄的差异，得出印度-太平洋鸟科类群循环的时间的较低估计值约为470万年。